# Renealmia krukovii
Renealmia krukovii är en enhjärtbladig växtart som beskrevs av Paulus Johannes Maria Maas. Renealmia krukovii ingår i släktet Renealmia och familjen Zingiberaceae. Inga underarter finns listade i Catalogue of Life.